# Тулома
Туло́ма (колтта-саам. Tuållâmjokk, кильд. саам. Туэллэм ёгк) — река на Кольском полуострове, протекает по территории Кольского района Мурманской области России. Длина реки — 64 км, площадь водосборного бассейна — 21 500 км². Исток реки расположен на выходе из озера Нотозеро, впадает в Кольский залив Баренцева моря. Питание в основном снеговое и дождевое. Половодье в мае-сентябре. Средний расход воды 241 м³/с. Покрывается льдом в конце декабря — феврале. Ледоход в апреле — начале июня. Сплав леса. Крупнейшие притоки — Печа (справа) и Пяйве (слева). На Туломе две гидроэлектростанции — Верхнетуломская ГЭС и Нижнетуломская ГЭС, образующие соответственно Верхнетуломское и Нижнетуломское водохранилища. Населённые пункты на реке: Кола, Мурмаши, Верхнетуломский, Тулома.

## Бассейн

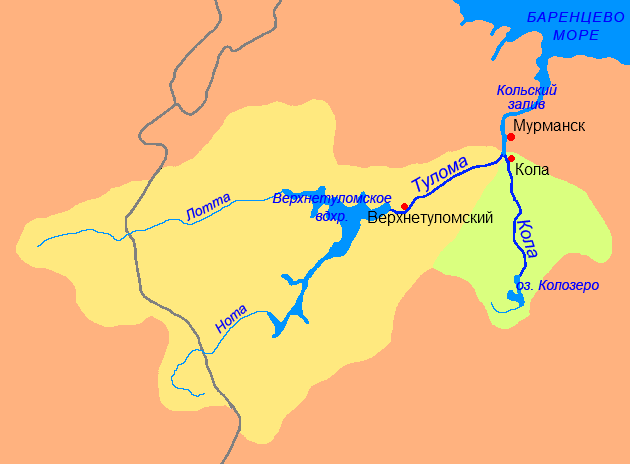
Бассейн Туломы и Колы

Тулома начинается в Нотозере, расположенном на северо-западе Кольского полуострова. В озеро впадают реки Нота и Лотта. В 1965 году озеро было использовано в качестве подпорья для Верхнетуломского водохранилища, в результате чего площадь увеличилась почти в 10 раз, до 745 км². Тулома впадает в Кольский залив Баренцева моря (Северный Ледовитый океан). Нота (фин. Nuorttijoki) начинается в провинции Лапландия (Финляндия), но в основном протекает по западной части Мурманской области (Россия). Течение быстрое. Крупнейшие притоки — Падос, Этмос, Падус, Мавра. Лотта (фин. Luttojoki) имеет длину 190 км. Исток реки расположен на выходе из небольшого озера Лутто в горном массиве Саариселькя. Крупнейшие притоки — Акким и Коалланйоки. На реке расположен населённый пункт Светлый. Нота и Лотта по большей части равнинные реки, но встречаются и пороги, питание в основном снеговое. Площадь бассейна Туломы составляет 21 500 км². На Туломе есть две электростанции, построенные в 1937 и 1965 годах. В нижнем бьефе Нижнетуломской ГЭС и далее до устья, река подвержена мощному приливно-отливному циклу под влиянием Кольского залива. Кроме того, в данной части река не замерзает зимой.
| Название                | Мощность, МВт | Среднегодовая выработка, млн кВт⋅ч | Высота плотины, м | Река   | Количество турбин | Собственник |
| ----------------------- | ------------- | ---------------------------------- | ----------------- | ------ | ----------------- | ----------- |
| Верхняя Тулома (ГЭС-12) | 268           | 800                                | 46,5              | Тулома | 4                 | ТГК-1       |
| Нижняя Тулома (ГЭС-13)  | 57,2          | 250                                | 29                | Тулома | 4                 | ТГК-1       |

## Инфраструктура
- Автомобильный мост через Тулому в городе Кола
- Железнодорожный мост через Тулому северо-восточнее от посёлка Мурмаши
- Проезд по плотине Нижне-Туломской ГЭС
- Железнодорожный мост через Тулому в посёлке Мурмаши
- Проезд по плотине Верхне-Туломской ГЭС

## В культуре
Река и Нижнетуломская ГЭС на ней изображена на картине советского живописца Петра Кончаловского «Мурманск. Туломстрой. Водосброс. Общий вид.» (1936 год).